# Mononym

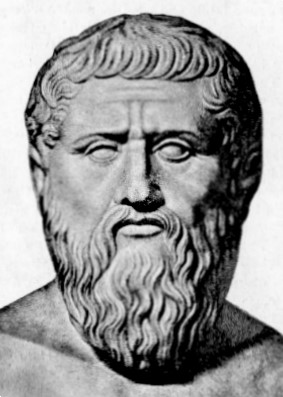
Platon.

En mononym person är en individ som bara omtalas eller tilltalas med ett namn. Vanligtvis har namnet valts av individen som annars fötts med ett fullständigt namn (polynym). Ibland benämns detta som en mononym (person), efter grekiskans monos ("ensam", "enda") och onoma ("namn"). 
Idag finns många mononyma artistnamn. Madonna, Cher, Prince, Robyn, Petter och Beyoncé är sådana exempel. Många brasilianska fotbollsspelare uppträder på samma sätt under bara ett namn, som kan vara deras förnamn eller smeknamn; Pelé, Romário, Ronaldo, Cafú är några exempel.
Kungligheter brukar också vara mononyma.

## Historik

### Europa
Ett personnamns struktur har varierat över tid och med geografi. I vissa samhällen har individer ofta haft mononyma namn: alltså att en person varit känd under ett enda namn. Alulim, den första kungen av Sumer är ett av de första kända namnen. Narmer, en egyptisk farao, är en annan. Senare var bibliska namn också mononyma, liksom i kulturerna kring den bördiga halvmånen. Antika grekiska namn följde också detta mönster, och andranamn användes enbart för att undvika förvirring, som till exempel med Zenon från Kition och Zenon från Elea.
Ett noterbart avsteg från denna sedvänja skedde i och med romerska riket, under den romerska republiken, då man började använda namn med flera delar. En manlig medborgare gavs ett tredelat namn: praenomen (förnamn), nomen (klannamn) och cognomen (familjenamn inom klanen). Klan- och familjenamnet var nästan uteslutande ärftligt. Efter antiken är namnen dock mononyma i de flesta sammanhang. Exempel är Cicero (Marcus Tullius Cicero), Pompejus (Gnaeus Pompejus Magnus), Vergilius (Publius Vergilius Maro), Nero (Nero Claudius Caesar Augustus Germanicus) och Juvenalis (Decimus Iunius Iuvenalis)
Från andra kulturer kan bland annat nämnas Euripides, Xenofon, Aristoteles, och längre fram Boudicca och Jugurtha.
Under tidig medeltid började mononyma namn sakta bli allt ovanligare. Traditionen hölls vid liv längre i norra och östra Europa, än i södern. Ett exempel är Edeko, en östgermansk hövding, vars son kom att regera över Italien som Flavious Odoacer. Mot slutet av perioden hade dock efternamn blivit vanliga.
Edmund Järnsida (eng. Ironside) regerade över England, Brian Boru var kung över Irland, Kenneth MacAlpin enade Skottland, och även i Skandinavien började efternamn få fotfäste. Den holländske humanisten Erasmus är ett sent exempel på ett mononymt namn. Erasmus kallades ibland "Desiderius Erasmus" eller "Erasmus av Rotterdam", men han var döpt till enbart "Erasmus", efter martyren Sankt Erasmus. Som kontrast hade den frankiske kejsaren "Charlemagne" (sv. Karl den store), inte ett mononymt namn. Istället var namnet en anglo-normandisk sammandragning av Carolus Magnus eller Carolus le Magne (Karl den store).

### Amerika
När Christoffer Columbus anlände till Amerika hade de flesta innevånarna mononyma namn, en sedvänja som överlevde till sent in på 1800-talet (Geronimo, 1829–1909). Några exempel är Pocahontas (1595–1617), Guamá (Kuba, dog 1532), Anacaona (Dominikanska republiken, 1464–1504), Moctezuma (Mexico, 1398–1469), Atahualpa (Peru, 1497–1533).

## Mononymt kända personer i modern tid
- Aaliyah
- Adele
- Beyoncé
- Björk
- Brandy
- Carola (Finland)
- Carola (Sverige)
- Cher
- Madonna
- Monica
- Ola
- Petter
- Prince
- Robyn
- Usher